# 八十日間世界一周 (映画)
『八十日間世界一周』（Around the World in 80 Days）は、1956年にアメリカで公開された映画。ジャンルはアドベンチャー。第29回アカデミー賞にて作品賞を始めとした5部門を受賞。

## 作品概要
フランスの作家、ジュール・ヴェルヌ（Jules Verne）の同名小説を原作とする。1872年、主人公のフォッグは20,000ポンドの賭けに勝利するため、気球・鉄道・蒸気船などを利用して80日間での世界一周を目指す。
大プロデューサーとして知られたマイク・トッド（Mike Todd）がプロデュース、イギリス出身の若手監督マイケル・アンダーソンが監督し、配給はユナイテッド・アーティスツ社であった（現在はワーナー・ブラザーズが版権を保有）。
トッド自身の肝煎りで開発された「トッドAO方式」でワイドスクリーン撮影された大作で、日本を含む世界各国の多彩な風景をカラー撮影で楽しめる観光映画に仕上がった。
主演のフォッグ役には、イギリス紳士的風貌の持ち主である名優デヴィッド・ニーヴン、パスパルトゥー役には「カンティンフラス」のニックネームで知られた世界的コメディアンのマリオ・モレノ、アウダ役は新進女優であったシャーリー・マクレーンが起用された。
作品自体の魅力に加え、スポット出演した多数の有名俳優を探すお遊び要素がある（たとえば、しがない酒場のピアノ弾きはフランク・シナトラである）。この作品以来、著名人が端役で出演することを「カメオ出演」と呼ぶようになった。
ストーリーは原作に準じているが、イギリス風ユーモアの要素が加味されて、フォッグの言動がさらに誇張されている。

## キャスト
※括弧内は日本語吹替（テレビ版、初回放送1972年6月3日、10日『土曜映画劇場』）
メインキャスト
- フィリアス・フォッグ：デヴィッド・ニーヴン（中村正）
- パスパルトゥー：カンティンフラス（内海賢二）
- アウダ姫：シャーリー・マクレーン（小原乃梨子）
- フィックス刑事：ロバート・ニュートン（英語版）（雨森雅司）

カメオ出演
- ナレーター：エドワード・R・マロー（芥川隆行）
- ヒンショー、改革クラブ給仕：ハーコート・ウィリアムズ
- ヘスケス・バゴット、ロンドン職業紹介所マネージャー：ノエル・カワード
- フォスター、フォッグ氏の元近侍：ジョン・ギールグッド
- アンドリュー・スチュアート、改革クラブ会員：フィンレイ・カリー（英語版）
- 改革クラブ会員：ベイジル・シドニー（英語版）、ロナルド・スクァイア（英語版）
- デニス・ファレンティン、改革クラブ会員：トレヴァー・ハワード
- ゴージャー・ラルフ、改革クラブ会員、イングランド銀行総裁：ロバート・モーレイ（滝口順平）
- （パリ）旅行者：マルティーヌ・キャロル
- （パリ）御者：フェルナンデル（塩見竜介）
- （パリ）浮気女：イヴリン・キース
- （パリ）ムッシュ・ガッセ：シャルル・ボワイエ（大木民夫）
- （スペイン）フラメンコダンサー：ホセ・グレコ（英語版）
- （スペイン）アフメド・アブドゥッラー：ギルバート・ローランド（英語版）
- （スペイン）アブドゥッラーの手下：シーザー・ロメロ
- （スペイン）闘牛士：ルイス・ミゲル・ドミンギン（英語版）
- （スエズ）イギリス領事館：アラン・モウブレイ（英語版）
- （インド）ボンベイ警察長官：レジナルド・デニー
- （インド）フランシス・クロマティ：セドリック・ハードウィック
- （インド）鉄道職員：ロナルド・コールマン
- （インドから香港）タリー、蒸気船ラングーン号の船室係：メルヴィル・クーパー（英語版）
- （香港）蒸気船会社事務員：チャールズ・コバーン
- （香港）酔っ払い：マイク・マズルキ（英語版）
- （上海から横浜）カーナティック号の船室係：ピーター・ローレ
- （ロンドン）娼婦：ハーミオン・ジンゴールド（英語版）
- （ロンドン）娼婦の連れ：グリニス・ジョンズ
- （サンフランシスコ）サロンのホステス：マレーネ・ディートリヒ（初井言栄）
- （サンフランシスコ）酒場の用心棒：ジョージ・ラフト
- （サンフランシスコ）酒場のピアニスト：フランク・シナトラ
- （サンフランシスコ）酒場の酔っ払い：レッド・スケルトン
- （サンフランシスコ）スタンプ・プロクター大佐：ジョン・キャラダイン
- （サンフランシスコからカーニー砦駅）大陸横断鉄道列車・車掌：バスター・キートン
- 騎兵隊大佐：ティム・マッコイ（英語版）
- カーニー砦・駅長：ジョー・E・ブラウン（英語版）
- （大西洋）ヘンリエッタ号一等航海士：アンディ・ディヴァイン（英語版）
- （大西洋）ヘンリエッタ号技師：エドモンド・ロウ（英語版）
- （大西洋）ヘンリエッタ号舵手：ヴィクター・マクラグレン
- （大西洋）ヘンリエッタ号船長：ジャック・オーキー
- （ロンドン）ウィルソン牧師：フランク・ロイド
- （ロンドン）御者：ジョン・ミルズ
- （ロンドン）福音伝道者：ベアトリス・リリー
- エキストラ：キャロル・ホワイト（英語版）、ジェス・フランコ

## 訪問国
あくまで物語上の訪問国で、いくつかの国の撮影はスタジオで行われたほか、別に収録した風景画像を編集して行われた。そのため現地人の感覚では不自然に見える点も少なくない。例えばほとんど現金を所持していないパスパルトゥが横浜から鎌倉を経て京都まで短期間で移動するのは困難である。多くの日本人が丁髷姿で登場しているが、舞台となった年は原作版は1873年が舞台で散髪脱刀令施行は1871年であり、多くの人が従わなかったとされるため不自然ではない。
- イギリス（ロンドン、リバプール）
- フランス（パリ）
- イタリア（ブリンディシ）
- スペイン（マドリード）
- エジプト（スエズ）
- イギリス領インド帝国（インドおよびビルマ）
- イギリス領香港
- 日本（横浜、鎌倉）
- アメリカ（サンフランシスコ、中西部、ニューヨーク）

なおこの作品にはインターミッションが挿入されており、それは丁度日付変更線を通過するタイミングと一致している。

## 受賞
- アカデミー賞
  - 受賞
    - 最優秀作品賞 - マイケル・トッド（プロデューサー）
    - 最優秀撮影賞 - ライオネル・リンドン
    - 最優秀映画編集賞 - ジーン・ラギエロー、ポール・ウェザーワックス
    - 最優秀音楽賞 - ヴィクター・ヤング（ヤングは本作公開の直後に死去したため、死後受賞となった）[2]
    - 最優秀脚本賞 - ジョン・ファロー、S.J.パレルマン、ジェームズ・ポー

  - ノミネート
    - 最優秀美術監督賞 - ケン・アダム、ロス・ダウド、ジェームズ・W・サリバン
    - 最優秀衣装デザイン賞 - マイルズ・ホワイト
    - 最優秀監督賞 - マイケル・アンダーソン

## その他
ヴィクター・ヤング作曲、ヴィクター・ヤングオーケストラ演奏による主題テーマ曲「Around the World」は、映画音楽として知られるだけでなく、格調高く優雅な曲調が「世界旅行」のイメージに合致していることから、テレビやラジオなどで旅行を表現するジングルにしばしば使われている。たとえば、『兼高かおる世界の旅』のテーマ曲や、フジテレビ系列で1997年〜2006年に放送されていた日本航空を基にしたサスペンスドラマシリーズ『スチュワーデス刑事』のメインテーマ曲などがその例である。近畿日本鉄道では、2016年より同社のCMソングや近鉄名古屋駅での伊勢志摩方面行き特急列車の発車メロディ、近鉄電車テレフォンセンターの電話保留音として使用されている。また、サッポロビールでは、同社のサッポロ黒ラベルや企業CMを中心にCMソングとして（少なくとも1980年代から）使用されている。
1968年にデイヴィット・ニーブンとエリザベス・テイラーがロンドンでプライベート上映会を行った時にビートルズのリンゴ・スターが出席した（ジョン、ポール、ジョージは出席せず）。上映会の後のパーテイでテイラーと踊っているリンゴの写真が「ホワイト・アルバム」のコラージュポスターに使われた。

### オンラインデータベース
- 八十日間世界一周 - allcinema
- 八十日間世界一周 - KINENOTE
- Around the World in 80 Days - オールムービー（英語）
- Around the World in 80 Days - IMDb（英語）

### 配信サイト
- 八十日間世界一周 - U-NEXT
- 八十日間世界一周 - dTV